# Antecosuchus
Antecosuchus es un género extinto de terápsido terocéfalo que vivió a mediados del Triásico.